# Pondok Keumuning
Pondok Keumuning is een bestuurslaag in het regentschap Langsa van de provincie Atjeh, Indonesië. Pondok Keumuning telt 2254 inwoners (volkstelling 2010).